# Абу Ях'я Абу Бакр
Абу Ях'я Абу Бакр ібн Абд аль-Хакк (араб. أبو يحيى بن عبد الحق; нар. 1207 — 1258) — 1-й султан Марокко в 1244—1258 роках.

## Життєпис
Син шейха і султана Абд аль-Хакка I. Вірно служив старшим братам Усману і Мухаммаду. Після загибелі останнього у 1244 році прийняв титул султана, який визнав альмохадський халіф ас-Саїд, зверхність якого Абу Ях'я Абу Бакр визнав.
У 1245 році зайняв Мекнес, який оголосив своєю столицею. Втім швидко відновив стосунки з халіфом, якому надав війська проти Заянідів і Хафсидів. 1248 року після загибелі ас-Саїда в засідці знову почав війну проти Альмохадів, завдавши поразки Альмохадам біля Герсифа і захопивши Фес. Його Абу Ях'я Абу Бакр оголосив столицею своєї держави. Продовжив наступ на Альмохадів, 1255 року зайнявши регіон Тафілальт з містом Сіджильмаса. Кордоном між Маринідами і Альмохадами став Високий Атлас. Водночас уклав мирні угоду з Заянідами і Хафсидами.
Помер 1258 року. Йому спадкував син Умар, але того швидко повалив стрийко Абу Юсуф Якуб.